# Волинські німці
Волинські німці (нім. Wolhyniendeutsche, Wolyniendeutsche) — одна з етнічних меншин, що проживала на Волині до Другої світової війни.

## Історія

### Початок колонізації

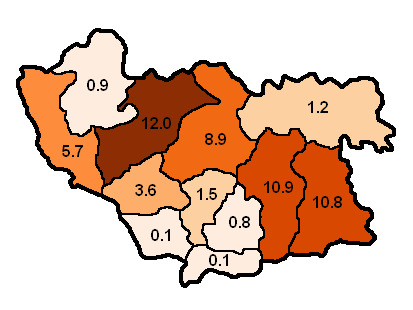
Частка німецькомовного населення у повітах Волинської губернії за даними перепису 1897 р.

Першою німецькою колонією на Волині вважається поселення Голендрах у Володимир-Волинському повіті, засноване у 1797 р. У 1804 німці оселилися в Антонівці коло містечка Кунів, у 1817 р. з'явилася колонія Вальдгойм. У Рівненському повіті першою німецькою колонією стала Софіївка, це сталося у 1811 р. До 1840 р. виникло бл. 11 колоній, у наступні 20 років — ще 21 колонія. Найшвидший німецьких колоній розпочався у 1861 р. Протягом 1861—1871 рр. на Волині оселилося бл. 5500 німецький сімей. Якщо у 1862 р. у Волинській губернії проживало 4247 німців, то у 1864 р. — 6343, у 1866 р.- 11542, 1868 р. — 20505. Більшість колоністів були вихідцями з Пруссії та Австрії. Були серед них і німці, переселенці з Привіслянського краю.

### Німці у другій половині ХІХ ст.
Станом на 1871 р. німці проживали у 56 поселеннях Луцького повіту, 31 — Рівненського повіту, 28 — Житомирського, 22 — Новограда-Волинського, 9 — Володимир-Волинського, 8 — Дубенського (вихідці з Пруссії — меноніти). Незначне німецьке населення проживало у Заславському повіті (3 поселення). У Острозькому повіті до 1866 р. існувало дві колонії Ядвінік та Карлсвальд з протестантським населенням голландського походження. У Овруцькому повіті німці проживали у колонії Горщик.
Німецькі колоністи жило замкнено, майже не контактуючи з місцевим українським населенням. Вони утворили своєрідну «державу в державі» з власним самоуправлінням, школами, храмами. Для вирішенням спірних питань з місцевим населенням залучалися дипломатичні агентства своїх країн походження (Пруссії та дрібних німецьких держав). З понад 20 тис. німців 3/4 не побажали отримувати російське підданство та продовжували проживали як іноземці. Тільки починаючи з 1870-х, після припинення заохочення німецької міграції та згортання пільг для колоністів, вони стали отримувати російське підданство, яке у 1897 р. вже мали абсолютна більшість німців Волині.
За переписом 1897 р. у губернії було зафіксовано 171 331 осіб з рідною мовою німецькою. Найвища питома вага німецькомовних була характерна для повітів Луцького (30 255 осіб, 12,0 % населення), Новограда-Волинського (38 201 осіб, 10,9 %) та Житомирського (46 922 осіб, 10,8 %). Проживали вони також у повітах Рівненському (24 407 осіб, 8,9 %), Володимир-Волинському (15 739 осіб, 5,7 %) та Дубенському (6 942 осіб, 3,6 %). У Овруцькому та Острозькому повітах німці становило 1,2-1,5 % населення, у інших повітах їх було менше 1 %, найменше (0,1 %) у Старокостянтинівському та Кременецькому повітах. До 1911 р. кількість німців збільшилася до 200 938 осіб, проте їх частка зменшилася до 5,35 %.
У релігійному складі серед німців абсолютно переважав протестантизм — за переписом 1897 р. протестантами (переважно лютеранами та менонітами) були 98,7 % німецькомовного населення. Римокатоликів серед німців Волині налічувалося 1,5 тис. (0,89 %), православних 0,5 тис. (0,33 %). Більшість німців займалися хліборобством, тваринництвом. До сфер зайнятості Волинської губернії з найвищою питомою вагою німців у 1897 р. відносилися тваринництво та лісництво (14-16 % зайнятого населення губернії), обробка поживних продуктів тваринного та рослинного походження (10,4 %), обробка волокнистих речовин (9,3 %).
| Зайнятість німців Волинської губернії за переписом 1897 р. | Зайнятість німців Волинської губернії за переписом 1897 р. | Зайнятість німців Волинської губернії за переписом 1897 р. | Зайнятість німців Волинської губернії за переписом 1897 р. |
| вид зайнятості                                             | кількість зайнятих німецькомовних                          | питома вага німців                                         |                                                            |
| ---------------------------------------------------------- | ---------------------------------------------------------- | ---------------------------------------------------------- | ---------------------------------------------------------- |
| Тваринництво                                               | 890                                                        | 16,0 %                                                     |                                                            |
| Лісництво                                                  | 403                                                        | 14,0 %                                                     |                                                            |
| Обробка тваринних та рослинних поживн. продуктів           | 750                                                        | 10,4 %                                                     |                                                            |
| Обробка волокнистих речовин                                | 413                                                        | 9,3 %                                                      |                                                            |
| Інші види виробництва                                      | 78                                                         | 8,9 %                                                      |                                                            |
| Землеробство                                               | 29 308                                                     | 7,2 %                                                      |                                                            |
| Богослужіння християнське неправославне                    | 17                                                         | 7,1 %                                                      |                                                            |
| Прислуга, поденщики                                        | 4 065                                                      | 6,4 %                                                      |                                                            |
| Обробка металів                                            | 473                                                        | 6,3 %                                                      |                                                            |
| Обробка дерева                                             | 539                                                        | 6,1 %                                                      |                                                            |
| Наука, література, мистецтво                               | 14                                                         | 5,5 %                                                      |                                                            |
| Навчальна та виховна діяльність                            | 317                                                        | 5,1 %                                                      |                                                            |
| Добуток руд                                                | 8                                                          | 4,7 %                                                      |                                                            |
| Будівництво, ремонт                                        | 452                                                        | 4,3 %                                                      |                                                            |
| Особи, що не вказали заняття                               | 179                                                        | 4,0 %                                                      |                                                            |
| Особи, що відбувають покарання, позбавлені волі            | 62                                                         | 3,8 %                                                      |                                                            |
| Бджолярство, шовківництво                                  | 10                                                         | 3,8 %                                                      |                                                            |
| Хімічне виробництво                                        | 44                                                         | 3,5 %                                                      |                                                            |
| Обробка мінеральних речовин (кераміка)                     | 116                                                        | 3,1 %                                                      |                                                            |
| Доходи з капіталів, нерухомості                            | 320                                                        | 2,9 %                                                      |                                                            |
| Вир-во екіпажів та дерев. суден                            | 2                                                          | 2,8 %                                                      |                                                            |
| Торгівля питна                                             | 41                                                         | 2,3 %                                                      |                                                            |
| Обробка тваринних продуктів                                | 57                                                         | 2,2 %                                                      |                                                            |
| Кошти від казни, сусп. закладів та приватн. осіб           | 119                                                        | 2,0 %                                                      |                                                            |
| Трактири, готелі, мебл. кімн та клуби                      | 27                                                         | 2,0 %                                                      |                                                            |
| Торгівля буд. матеріалами, паливом                         | 48                                                         | 1,9 %                                                      |                                                            |
| Лікарняна та санітарна діяльність                          | 35                                                         | 1,8 %                                                      |                                                            |
| Виготовлення одягу                                         | 421                                                        | 1,7 %                                                      |                                                            |
| Чистота та гігієна тіла                                    | 40                                                         | 1,6 %                                                      |                                                            |
| Особи невизначених занять                                  | 73                                                         | 1,5 %                                                      |                                                            |
| Пошта, телефон, телеграф                                   | 11                                                         | 1,5 %                                                      |                                                            |
| Ювелірна справа, живопис, предмети культу                  | 7                                                          | 1,4 %                                                      |                                                            |
| Винокуріння, пиво- та медоваріння                          | 11                                                         | 1,0 %                                                      |                                                            |
| Торгівля предметами розкоші, науки, мистецтва та культу    | 2                                                          | 1,0 %                                                      |                                                            |
| Збройні сили                                               | 521                                                        | 1,0 %                                                      |                                                            |
| Поліграфічні виробництва                                   | 7                                                          | 0,9 %                                                      |                                                            |
| Залізниця                                                  | 31                                                         | 0,8 %                                                      |                                                            |
| Торгівля металічними товарами, машинами, зброєю            | 3                                                          | 0,7 %                                                      |                                                            |
| Візницький промисел                                        | 27                                                         | 0,6 %                                                      |                                                            |
| Вир-во фізичних, оптичних, хірургічних інструментів        | 2                                                          | 0,6 %                                                      |                                                            |
| Адміністрація, суд, поліція                                | 22                                                         | 0,6 %                                                      |                                                            |
| Рибальство та полювання                                    | 2                                                          | 0,6 %                                                      |                                                            |
| Суспільна та станова служба                                | 8                                                          | 0,6 %                                                      |                                                            |
| Торгівля живою худобою                                     | 12                                                         | 0,4 %                                                      |                                                            |
| Приватна юридична діяльність                               | 1                                                          | 0,3 %                                                      |                                                            |
| Торгівля іншими продуктами сільськ. госп.                  | 38                                                         | 0,3 %                                                      |                                                            |
| Торгове посередництво                                      | 3                                                          | 0,3 %                                                      |                                                            |
| Торгівля тканинами та одягом                               | 6                                                          | 0,3 %                                                      |                                                            |
| Торгівля без точного визначення                            | 26                                                         | 0,3 %                                                      |                                                            |
| Богослужіння нехристиянське                                | 2                                                          | 0,3 %                                                      |                                                            |
| Торгівля шкірами та хутрами                                | 1                                                          | 0,1 %                                                      |                                                            |
| Торгівля іншими предметами                                 | 1                                                          | 0,1 %                                                      |                                                            |
| Особи при церквах, цвинтарях та ін.                        | 1                                                          | 0,1 %                                                      |                                                            |
| Торгівля зерновими продуктами                              | 2                                                          | 0,1 %                                                      |                                                            |
| Самодіяльного населення                                    | 40 068                                                     | 5,7 %                                                      |                                                            |

У 1861 р. у володінні німецьких колоністів знаходилося всього 0,1 тис. десятин землі у в 1868 р. — 20 тис. десятин землі, у 1871 — бл. 45 тис., у 1884 р. — 94 тис. і ще 17 тис. у орендному володінні. Станом на середину 1880-х німцям належало бл. 5 % сільськогосподарських земель губернії (полякам 69 %, українцям та росіянам 24 %)

## Перша світова війна
До Першої світової війни на Волині проживало близько 200 000 німців.
У роки Першої світової війни частина волинських німців була перенесена до Німеччини, інша зазнала великих втрат людських життів, депортацію на околиці царської імперії.
У 1915—1916 роках їх було депортовано до Сибіру і Середньої Азії. Щоб уникнути заслання до Сибіру, багато шлюбів укладалося з українцями.
Десятки тисяч людей померли від холоду, голоду та епідемій. Після революції на Волинь повернулася лише половина виселених.

## Міжвоєнний період
Після Першої світової війни відбулася польсько-радянська війна, а територія поселення волинських німців була поділена між Польщею та Радянською Росією в 1921 році . До 1924 року чисельність волинських німців налічувала близько 120 000 людей.
За Всесоюзним переписом населення 1926 року німці становили 7,3 % населення Житомирської округи та 5,0 % Коростенської округи.
Розселення німців у районах Волинської (Житомирської) округи за даними перепису 1926 року:
| місто/район               | населення | німців | частка |
| Пулинський район          | 59 533    | 15 906 | 26,7 % |
| Володарський район        | 48 607    | 8 386  | 17,3 % |
| Новоград-Волинський район | 63 084    | 8 129  | 12,9 % |
| Мархлевський район        | 40 904    | 3 575  | 8,7 %  |
| Романівський район        | 43 330    | 3 177  | 7,3 %  |
| Черняхівський район       | 51 243    | 3 167  | 6,2 %  |
| Ярунський район           | 36 076    | 1 887  | 5,2 %  |
| Троянівський район        | 38 665    | 1 338  | 3,5 %  |
| Потіївський район         | 41 898    | 1 263  | 3,0 %  |
| Баранівський район        | 44 341    | 1 017  | 2,3 %  |
| Радомишльський район      | 59 424    | 1 272  | 2,1 %  |
| Житомир                   | 76 597    | 713    | 0,9 %  |
| Коростишівський район     | 41 486    | 355    | 0,9 %  |
| Іванківський район        | 45 268    | 109    | 0,2 %  |

Розселення німців у районах Коростенської округи за даними перепису 1926 року:
| місто/район         | населення | німців | частка |
| Барашівський район  | 36 160    | 6 540  | 18,1 % |
| Городницький район  | 41 135    | 6 724  | 16,3 % |
| Ємільчинський район | 43 609    | 5 854  | 13,4 % |
| Ушомирський район   | 59 411    | 2 978  | 5,0 %  |
| Олевський район     | 47 704    | 1 465  | 3,1 %  |
| Лугинський район    | 36 377    | 845    | 2,3 %  |
| Коростень           | 12 012    | 159    | 1,3 %  |
| Малинський район    | 64 219    | 748    | 1,2 %  |
| Базарський район    | 38 038    | 328    | 0,9 %  |
| Словечанський район | 32 064    | 111    | 0,3 %  |
| Народицький район   | 46 639    | 65     | 0,1 %  |

В радянський період, у 1930 році, в рамках політики коренізації був створений Пул́инський нім́ецький рай́он (нім. Deutscher Kreis Pulin; рос. Пулинский немецкий район)  — адміністративно-територіальна одиниця, німецький національний район Української Соціалістичної Радянської Республіки (УСРР), з центром у селищі міського типу Пулини, нині — місто Пулини у Пулинському районі Житомирської області.
Район існував у 1930—1935 роках у складі Волинської округи, згодом — пряме підпорядкування УСРР, пізніше — у складі Київської області, а потім — у складі Новоград-Волинської округи Житомирської області УСРР.
У 1935 р. Пулинський район був ліквідований «в зв'язку з економічною слабкістю», «незручністю обслуговування МТС колгоспів, а також адміністративною черезполосицею» за постановою Політбюро КП(б)У «Про Мархлевський і Пулинський райони» від 17 вересня 1935 року і за постановою ВУЦВК під аналогічною назвою від 3 жовтня 1935 р.
Насправді Мархлевський польський та Пулинський німецький райони були ліквідовані за очевидними політичними мотивами.

## Друга Світова війна
Після початку Другої Світової війни у 1939 році з польської території волинських німців разом із галицькими німцями (загалом близько 45000) було переселено до Вартегау.
Із угод про відселення, що з 1939 по 1941 рік були узгоджені між Радянським Союзом і Німецьким рейхом, етнічні німці (близько 44600), які проживали в 1939 в радянській частині Волині, були виключені.
З жовтня 1943 р. по травень 1944 р. їх переселили служби СС як адміністративних переселенців спочатку до Білостока, а потім до Вартегау.

## Після 1945 року
Частина волинських німців, переселених у 1943—1944 роках в Німеччину, після поразки Німеччини повернулася назад до Радянського Союзу.
Частина за допомогою західних союзників (англійців і американців), як переміщені особи, були передані радянській військовій владі. Якщо вони відповідали якомусь з п'яти критеріїв Ялтинської Конференції, вони були примусово репатрійовані незалежно від їхніх особистих побажань. В очах Сталіна, всі радянські громадяни, які з будь-якої причини тимчасово опинилися під час Другої світової війни за межами СРСР, вважалися «зрадниками» і «пособниками нацистського режиму» і повинні були покарані відповідним чином.
Інші могли залишатися на постійній основі у Німеччині. У Лінстові була велика концентрація волинських німців. Вони зберігають свою історію і там з 1992 року працює Музей та унікальний Культурний і громадський центр волинян-переселенців. З великою хвилею еміграції, починаючи з кінця 1980-х років, багато хто з волинських німців прибув як емігрант в ФРН. У Мекленбурзі нащадки волинських німців живуть в Лінстоу, Ней Шлоені і Даргуні.